# Otto König (Chemiker)
Otto König (* 5. März 1929 in Langewiesen; † 22. Januar 1990 in Piesteritz) war ein deutscher Chemiker. Er war langjähriger Generaldirektor des VEB Kombinat Agrochemie Piesteritz und Kandidat des ZK der SED.

## Leben
Otto König wurde am 5. März 1929 als Sohn eines Glasbläsers im thüringischen Langewiesen geboren. Nachdem er 1947 das Abitur abgelegt hatte, konnte er an der Friedrich-Schiller-Universität Jena ein Studium der Chemie aufnehmen, welches er 1951 als Diplom-Chemiker abschloss. Im Anschluss daran fand er eine Anstellung bei den Stickstoffwerken in Piesteritz, wo er bis 1960 als Versuchsleiter tätig war. In dieser Zeit schrieb und forschte König auch zu seiner Dissertation Untersuchungen über die Abtrennung von Lanthan aus Ceriterdengemischen nach dem Magnesiumoxydverfahren, mit der er 1960 an der Karl-Marx-Universität Leipzig zum Dr. rer. nat promoviert wurde. Nach dieser Forschungstätigkeit wurde König zunächst bis 1961 als Assistent des Produktionsdirektors der Stickstoffwerke angestellt, von 1961 bis 1963 leitete König eine eigene Abteilung in Piesteritz. Dieser Karrieresprung ging mit dem Eintritt in die SED im Jahre 1961 einher. 1964 wechselte König in die übergeordnete Leitung der Stickstoffwerke in die VVB Elektrochemie und Plaste Halle. Dieser Vereinigung volkseigener Betriebe gehörten neben dem Piesteritzer Stickstoffwerk noch andere große Chemiebetriebe an. Innerhalb dieses Vertriebsverbundes leitete König zunächst bis 1966 eine Abteilung, arbeitete danach als Produktionsdirektor und war zuletzt bis 1968 als Forschungsdirektor der ganzen VVB tätig. Anschließend wechselte er zu den Leuna-Werken 1968, wo er bis 1971 als Direktor das werkseigene Großforschungszentrum leitete und ab 1969 auch korrespondierendes Mitglied der Akademie der Wissenschaften der DDR war. In dieser Funktion wurde König auch republikweit bekannt und geriet auch ins Blickfeld der SED. Diese delegierte ihn 1971 zu einem einjährigen Studium an die Parteihochschule der KPdSU nach Moskau. Gleichzeitig wurde König im Juni des gleichen Jahres auf dem VIII. Partei der SED als Kandidat in das ZK der SED gewählt. Nach seiner Rückkehr aus Moskau blieb König zunächst in Leuna, bis er 1973 Karl-Heinz Schäfer als Direktor des Düngemittelkombinates Piesteritz  ablöste. Der 44-Jährige wurde damit betraut, die Umsetzung der Pläne des VIII. Parteitages der SED zu realisieren. 1971 hatte die SED beschlossen, auf der Basis von sowjetischem Erdgas am Standort Piesteritz Produktionslinien für die Herstellung von Ammoniak und Harnstoff aufzubauen. Dieses Vorhaben war Königs Meisterprüfung und Piesteritz wurde 1979 nach der Gründung des VEB Kombinat Agrochemie Piesteritz namensgebender Leitbetrieb. König stieg zum Generaldirektor des Kombinats auf und leitete diesen bedeutenden chemischen Großbetrieb bis 1990. In seiner Funktion war König Mitglied des Forschungsrates der DDR und erfuhr hohe staatliche Ehrungen. Als infolge der politischen Wende das Lebenswerk Königs infrage gestellt wurde, setzte er am 22. Januar 1990 seinem Leben ein Ende.

## Ehrungen
- 1977 Ehrentitel Verdienter Techniker des Volkes
- 1982 Nationalpreis der DDR für Wissenschaft und Technik II. Klasse (im Kollektiv)[1]
- 1984 Vaterländischer Verdienstorden in Gold[2]
- 1989 Ehrenspange zum Vaterländischen Verdienstorden in Gold[3]